# ペリット

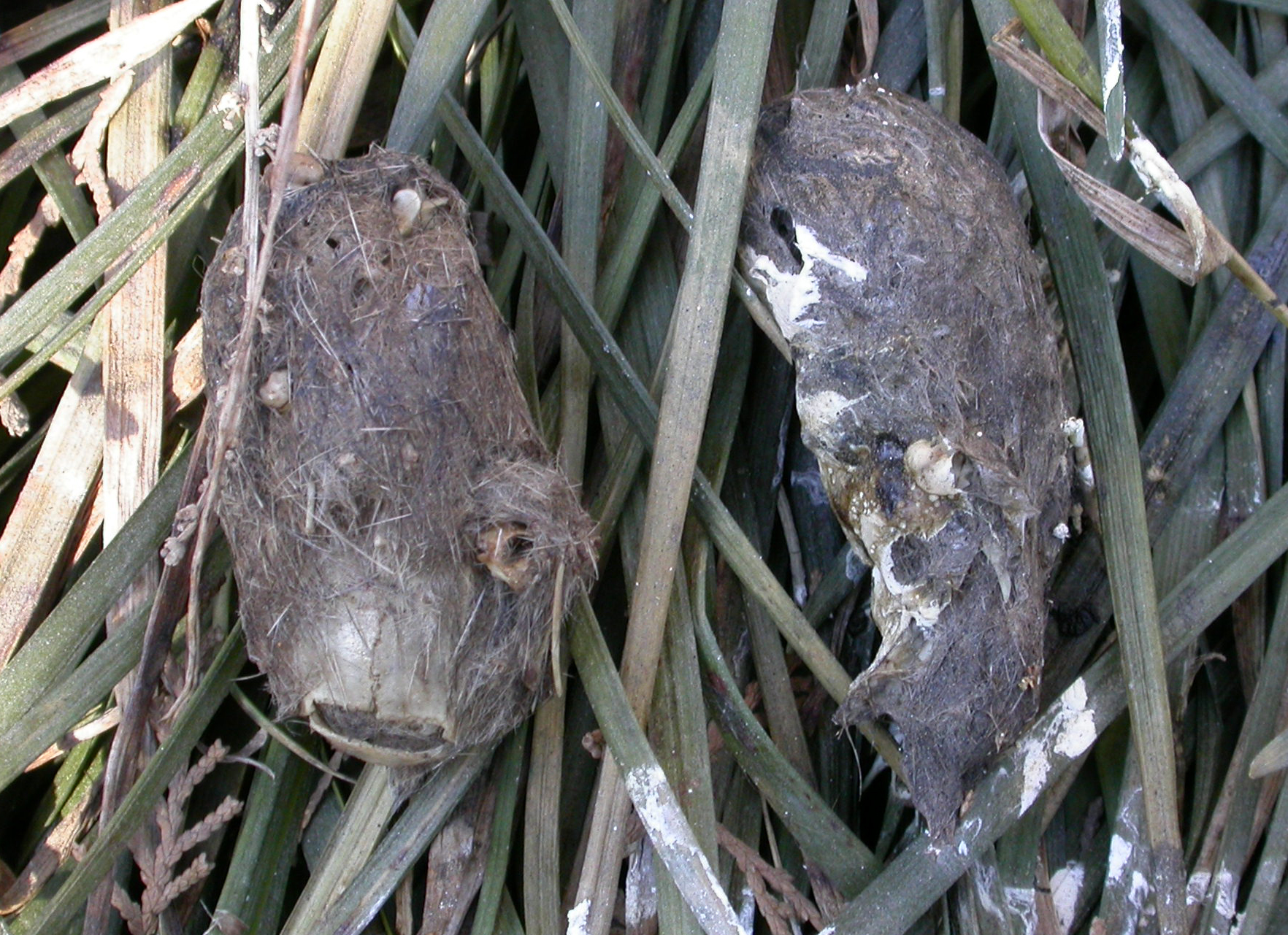
トラフズクのペリット

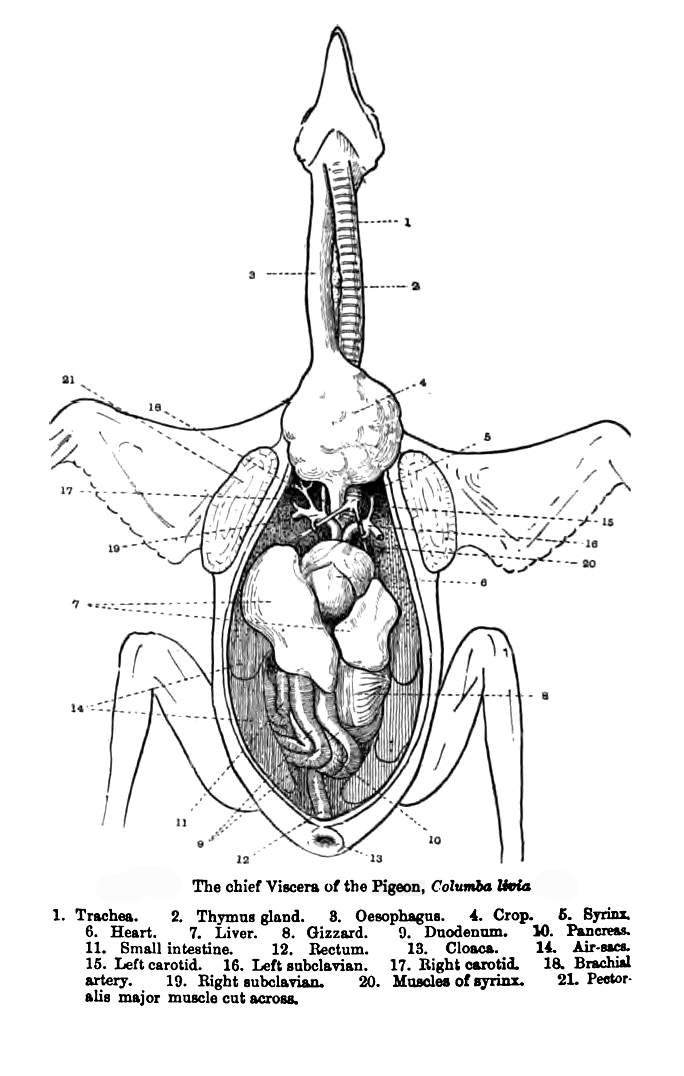
鳥類の消化器系

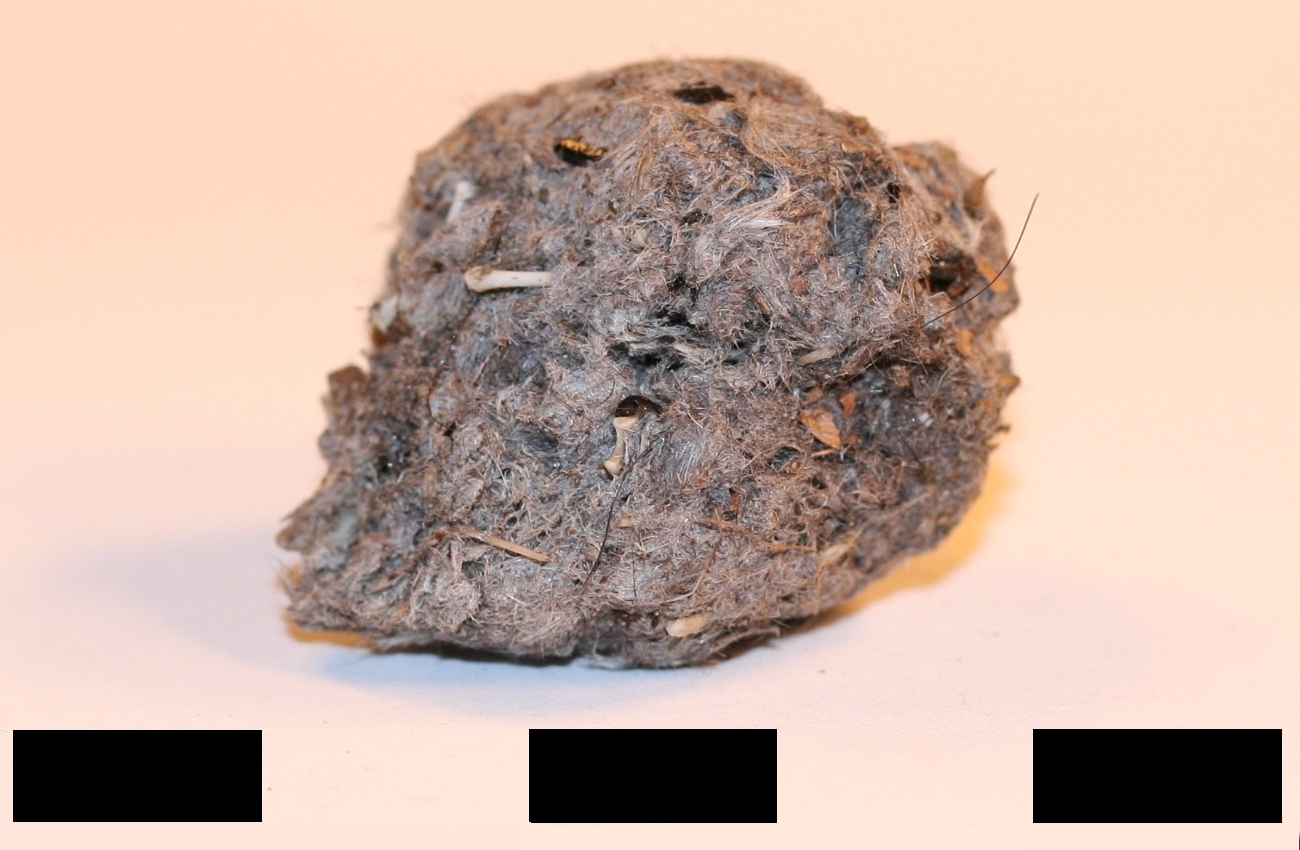
ペリットの写真（黒いバーが1cm）

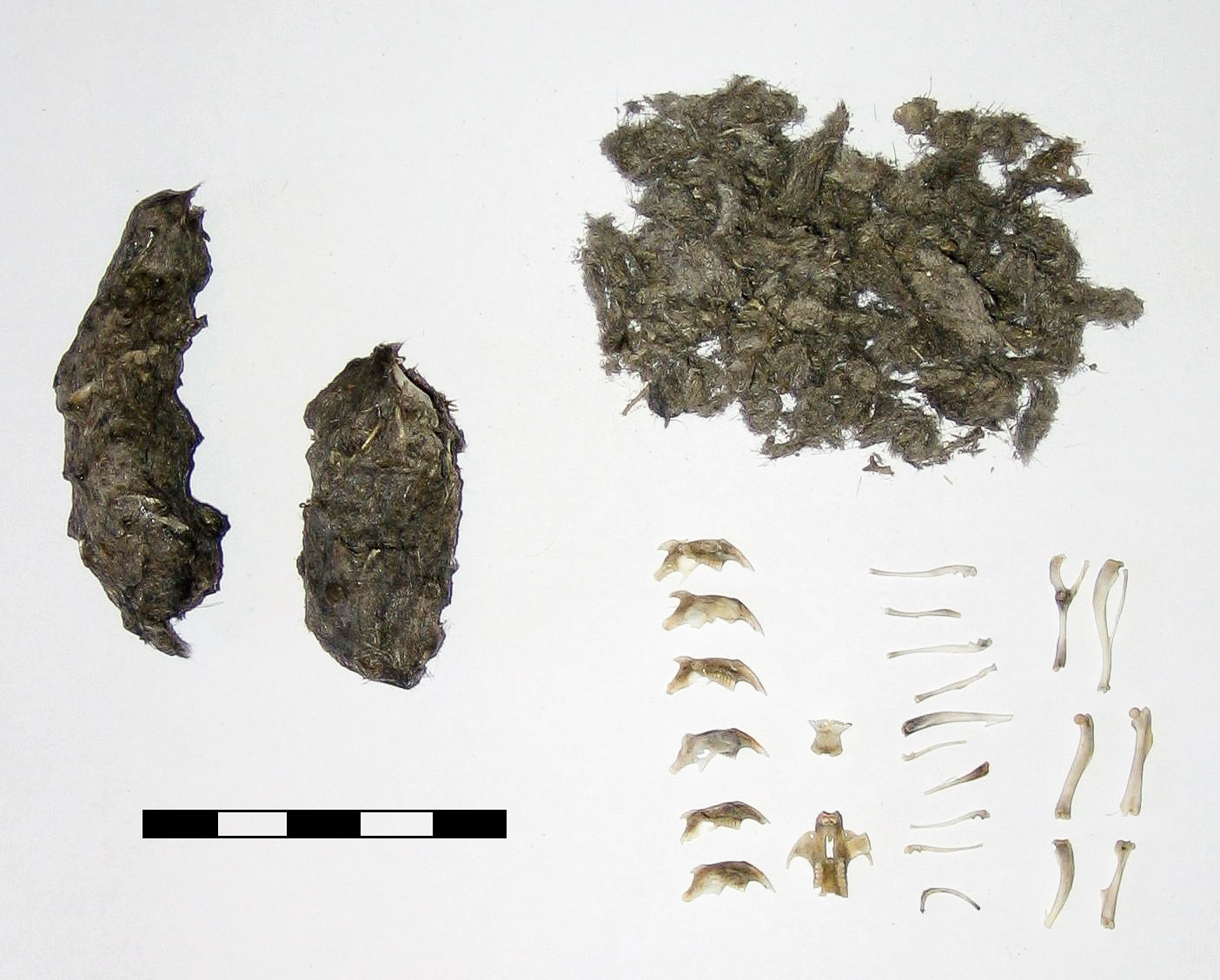
トラフズクのペリット、分解したペリット、およびその中から見つかったネズミ類の骨（黒いバーが1cm）

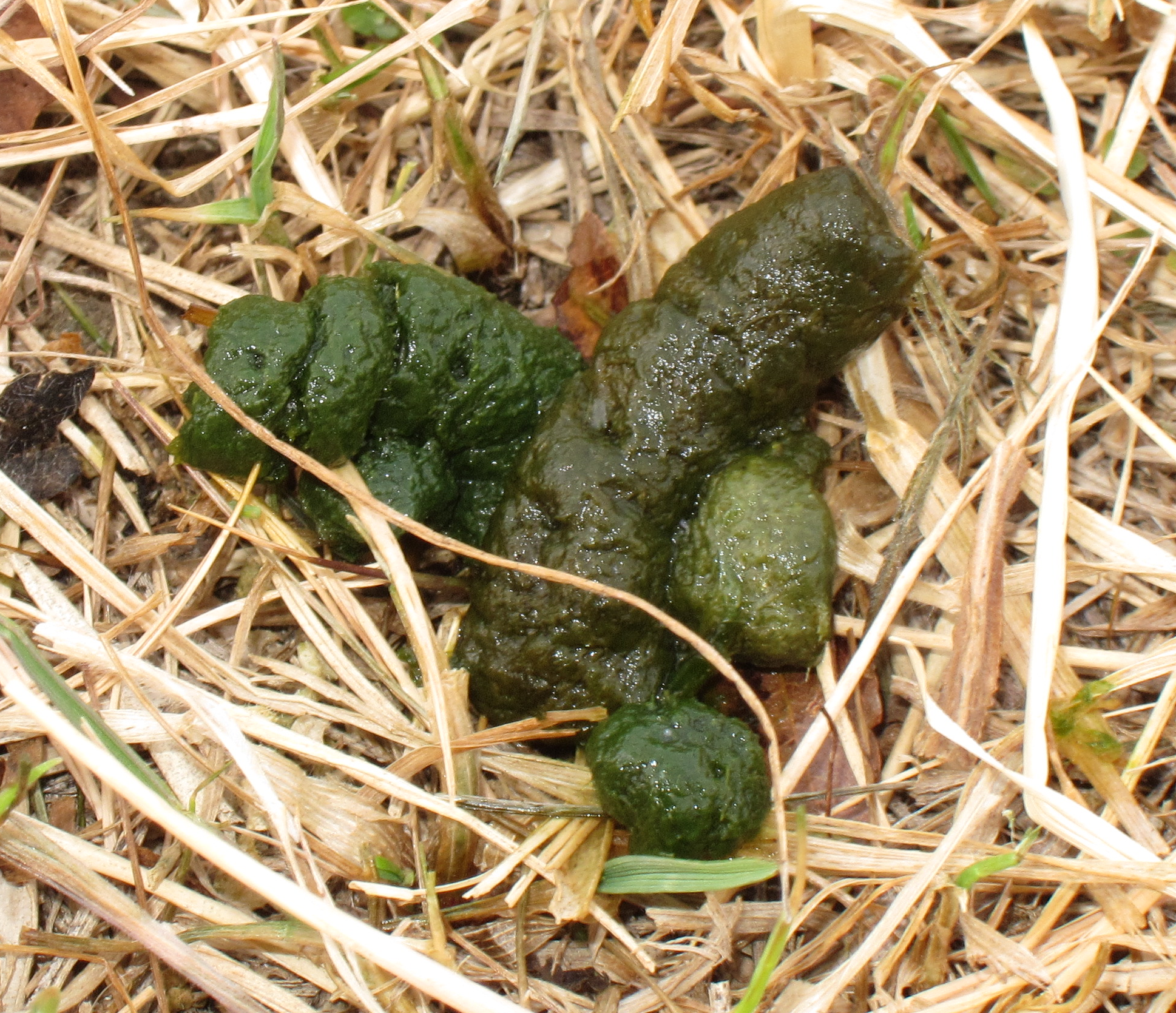
吐いたばかりでまだ湿っているヒドリガモのペリット（長さは約3 cm）

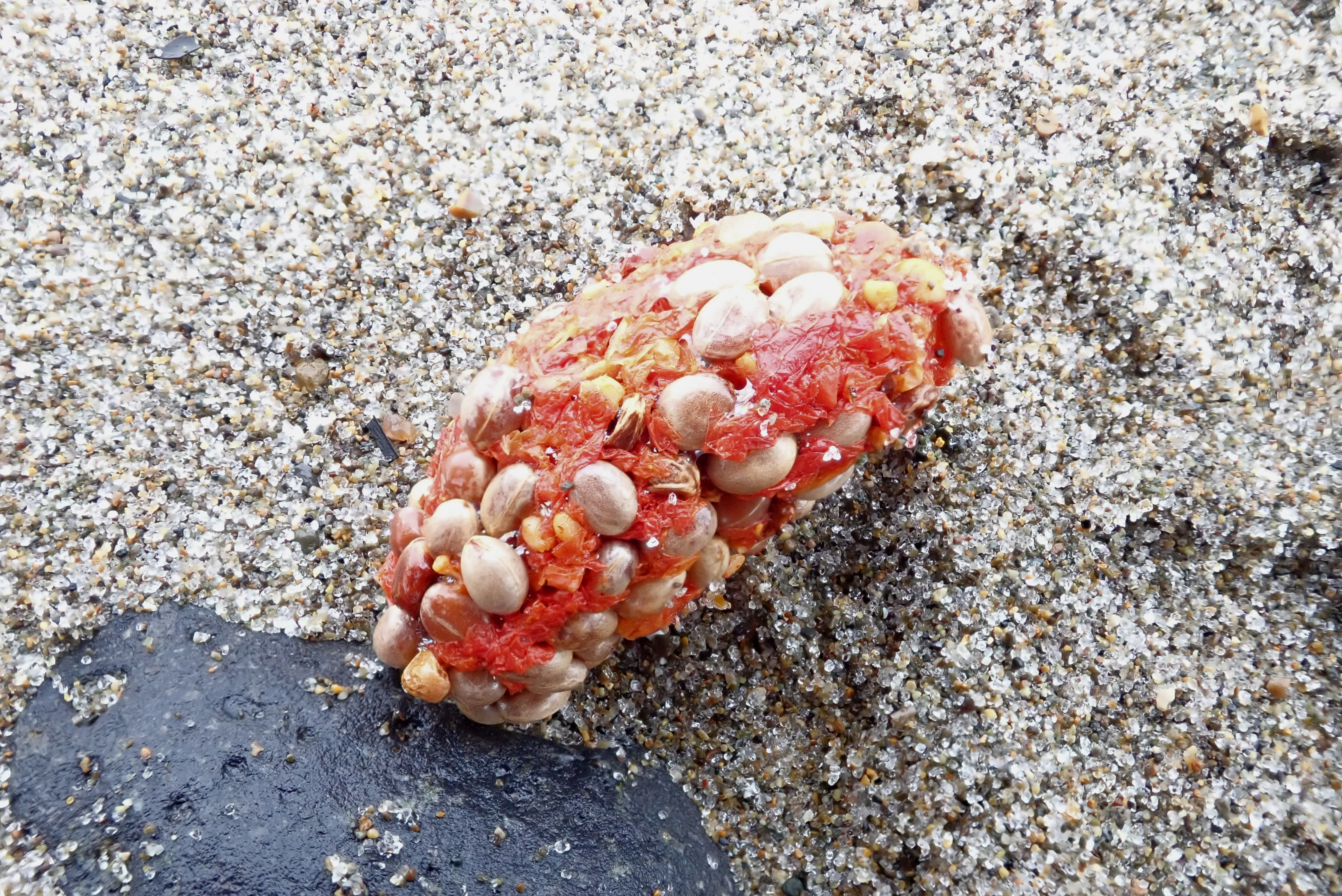
ハシボソガラスのペリット。木の実の皮と種であると分かる。約4 cm。

ペリット (pellet) は、小さな塊を表す「ペレット」の鳥類学における用語で、鳥が食べたもののうち、消化されずに口から吐き出されたものを指す。
ちなみに、エラスモサウルス類の恐竜、爬虫類、海生哺乳類、蝙蝠、翼竜などにも同様の習性が見られる。

## 概要
鳥の種によって食習慣が異なるため、ペリットの内容はさまざまであるが、多くの場合、昆虫の外骨格、繊維質など植物の消化できない部分、骨、羽毛、羽、嘴、爪（動物の鉤爪）、歯などである。欧米の鷹狩 (falconry) においてはキャスト (Casting) と呼ばれる。
ペリットとして吐き出されるのは、鳥類の前胃や腺胃 (glandular stomach) で消化できなかったものである。またペリットを吐き出すことには、食道などの消化管を清掃する役割もある。ペリットは砂嚢（筋胃とも）において、採餌から6 - 10時間程度で作られる。
ペリットは鳥類の食習慣、とくに時期によるその変化を知るために重要な資料となる。また、対象となる鳥を捕獲・解剖することなく研究できるのも大きな利点である。ペリットの見つかる場所は種によって大きく異なるが、一般的には営巣地点の近くで多く見られる。ワシタカ類やフクロウはマツなどの球果植物の多い場所、メンフクロウなら農場の納屋や崖などである。フクロウは種類によっては地面の巣穴や草むらで見られる。
ワシタカ類やフクロウのペリットは灰色または茶色で、形状は球状から楕円、くさび形などである。大型の種では3 - 5cmほどの大きさになるものもあるが、スズメくらいの小鳥では1 - 2cm程度である。他にもカイツブリ、サギ、ウ、カモメ、アジサシ、カワセミ、カラス、カケス、カワガラス、モズ、ツバメ、シギなどのペリットが見られる。

## 食物以外の内容物
時にはペリット中に、観測用の標識 (bird band) が見つかることもある。これは小動物や小さな鳥に付けられたものが、大型の鳥に捕食されペリットとして吐き出されたものと考えることができる。アメリカではコノハズクのペリットからエボシガラ、アメリカコガラ、オウゴンヒワなどに付けた標識が見つかったことがある。1966年にはオレゴン州で見つかったイヌワシのペリットから、その4か月前に1600km離れた南カリフォルニアでアメリカヒドリに付けた標識が見つかったことがある。

## 病原菌類の媒体として
フクロウのペリットに含まれるネズミなどの小動物の毛や骨などは、そのネズミ類由来のウィルスや細菌の媒体となることがある。したがって、特に学校教育において学習や研究などのために採取する場合は、電子レンジなどで殺菌したほうがよい。2005年には、アメリカでペリットが感染源と思われるサルモネラ菌の流行が観測されている。ネズミ類はフクロウのペリットを嫌って避ける性質があるが、これは捕食を避けるためとは別に、病原菌の感染を防ぐためでもあると考えられている。

## コウモリのペリット
哺乳類のオオコウモリなど果実食性のコウモリにもペリット、またはスパット (spat) と呼ばれるフィールドサインがある。これは、鳥類のペリットのような消化器から吐き戻した未消化物とは異なり、口の中で果物を押し潰して液体を絞り出した残りの、硬い繊維質を飲み込まずに吐き捨てたものである。